# PBZ Zagreb Indoors
PBZ Zagreb Indoors — мужской профессиональный теннисный турнир, проводимый в феврале в Загребе (Хорватия) на крытых хардовых кортах местного комплекса Dom Sportova. С 2009 года турнир относится к серии ATP 250 с призовым фондом 439 тысяч евро и турнирной сеткой, рассчитанной на 28 участников в одиночном разряде и 16 пар.

## Общая информация
Зальный турнир в хорватской столице основан накануне сезона-1996. Несмотря на регулярные приезды одного из лидеров мирового тенниса тех лет Горана Иванишевича соревнование продержалось в календаре лишь три года — в 1998 году будучи перенесённым в Сплит, а в 1999 году завершив свой жизненный цикл. В 2006 году местным организаторам удалось вернуть себе лицензию турнира подобного уровня, выкупив место в календаре, ранее принадлежавшее турниру в Милане. Возрожденный приз проходил вновь при активной поддержке ведущих местных теннисистов — на соревновании регулярно играли лидеры национального тенниса того периода Иван Любичич, Марио Анчич, Марин Чилич и Иван Додиг.
Победители и финалисты
За историю проведения одиночных соревнований одному теннисисту удалось выиграть сразу четыре титула — Марин Чилич между 2009 и 2014 годами проиграл на местных кортах лишь один матч. Ещё три титула на счету другого представителя принимающей стороны: Горана Иванишевича. Также трижды играл в решающем матче Иван Любичич, но на его счету лишь один титул. Первые десять розыгрышей парного турнира дали двадцать различных победителей. Единственным двукратным чемпионом приза в парном разряде является румын Хория Текэу, становившийся сильнейшим в 2011 и 2014 годах. Трём теннисистам удалось выиграть местный турнир и в одиночном и в парном разрядах. Подобное достижение на счету Горана Иванишевича, Маркоса Багдатиса и Михаила Южного. Киприот сделал подобный дубль в разные годы, а россиянин и хорват по разу становились абсолютными триумфаторами соревнований.

## Финалы прошлых лет
| Год    | Чемпион               | Финалист       | Счёт           |
| ------ | --------------------- | -------------- | -------------- |
| Загреб |                       |                |                |
| 2015   | Гильермо Гарсия-Лопес | Андреас Сеппи  | 7-6(4) 6-3     |
| 2014   | Марин Чилич (4)       | Томми Хаас     | 6-3 6-4        |
| 2013   | Марин Чилич (3)       | Юрген Мельцер  | 6-3 6-1        |
| 2012   | Михаил Южный          | Лукаш Лацко    | 6-2 6-3        |
| 2011   | Иван Додиг            | Михаэль Беррер | 6-3 6-4        |
| 2010   | Марин Чилич (2)       | Михаэль Беррер | 6-4 6-7(5) 6-3 |
| 2009   | Марин Чилич           | Марио Анчич    | 6-3 6-4        |
| 2008   | Сергей Стаховский     | Иван Любичич   | 7-5 6-4        |
| 2007   | Маркос Багдатис       | Иван Любичич   | 7-6(4) 4-6 6-4 |
| 2006   | Иван Любичич          | Штефан Коубек  | 6-3 6-4        |
| Сплит  |                       |                |                |
| 1998   | Горан Иванишевич (3)  | Грег Руседски  | 7-6(3) 7-6(5)  |
| Загреб |                       |                |                |
| 1997   | Горан Иванишевич (2)  | Грег Руседски  | 7-6 4-6 7-6    |
| 1996   | Горан Иванишевич      | Седрик Пьёлин  | 3-6 6-3 6-2    |

| Год  | Чемпионы                         | Финалисты                          | Счёт              |
| ---- | -------------------------------- | ---------------------------------- | ----------------- |
| 2015 | Марин Драганя Хенри Континен     | Фабрис Мартен Пурав Раджа          | 6-4 6-4           |
| 2014 | Жан-Жюльен Ройер Хория Текэу (2) | Филипп Маркс Михал Мертиняк        | 3-6 6-4 [10-2]    |
| 2013 | Юлиан Ноул Филип Полашек         | Иван Додиг Мате Павич              | 6-3 6-3           |
| 2012 | Маркос Багдатис Михаил Южный     | Иван Додиг Мате Павич              | 6-2 6-2           |
| 2011 | Дик Норман Хория Текэу           | Марсель Гранольерс Марк Лопес      | 6-3 6-4           |
| 2010 | Юрген Мельцер Филипп Пецшнер     | Арно Клеман Оливер Рохус           | 3-6 6-3 [10-8]    |
| 2009 | Мартин Дамм Роберт Линдстедт     | Кристофер Кас Рогир Вассен         | 6-4 6-3           |
| 2008 | Пол Хенли Джордан Керр           | Кристофер Кас Рогир Вассен         | 6-3 3-6 [10-8]    |
| 2007 | Михаэль Кольманн Александр Васке | Франтишек Чермак Ярослав Левинский | 7-6(5) 4-6 [10-5] |
| 2006 | Ярослав Левинский Михал Мертиняк | Давиде Сангинетти Андреас Сеппи    | 7-6(6) 6-1        |
| 1998 | Мартин Дамм Иржи Новак           | Фредрик Берг Патрик Фредрикссон    | 7-6 6-2           |
| 1997 | Саша Хиршзон Горан Иванишевич    | Марк Кейл Брент Хайгарт            | 6-4 6-3           |
| 1996 | Либор Пимек Менно Остинг         | Мартин Дамм Хендрик Ян Давидс      | 6-3 7-6           |

## Интересные факты
- В 2008 году Сергею Стаховскому удалось довольно редкое достижение: он начал свой одиночный турнир с квалификации, но не прошёл её, проиграв в финале. Затем, один из игроков, попадавших в основу без отбора напрямую снялся, и украинец получил второй шанс. Сергей в полной мере им воспользовался и завоевал свой первый в карьере титул, переиграв в финале первую ракетку того турнира Ивана Любичича.